# Наманганський державний університет
Наманганський державний університет скорочено НамДУ (узб. Namangan davlat universiteti, NamDU, Наманган давлат університеті, НамДУ) — один із ВНЗ Наманганської області Узбекистану.

## Історія
Університет заснований у 1942 році як педагогічний інститут. Він знаходиться у Наманганській області з населенням майже 2,8 млн чоловік і площею 7900 км², розташованій у східній частині Узбекистану, яка вважається одним із стратегічно важливих районів.

## Навчання
Наразі в НамДУ навчається понад 15000 студентів за програмами бакалаврату та магістратури. У НамДУ налічується 600 професорсько-викладацьких кадрів, з яких 46 % мають докторські ступені. НамДУ пропонує різні курси навчання, зокрема 42 освітні програми бакалаврату, 15 програм спеціалізації магістратури, 10 програм для очної докторантури і ще 15 програм для заочної докторантури. Університет готує висококваліфікованих фахівців з мов (узбецької, російської, англійської, німецької), літератури, суспільних наук, політології, історії, архівознавства, педагогіки, психології, освіти, дошкільної освіти, спорту, прикладного мистецтва, музичної освіти, географії, економіки, математики, прикладної математики, фізики, хімії, біології, технічних наук, туризму, готельного господарства, інформаційних технологій, бібліотечної справи і таке інше. Також нещодавно створено програми подвійного диплому з медицини з Уральським медичним університетом (Росія).